# DYNAMITERS Blansko HK
DYNAMITERS Blansko HK (celým názvem: DYNAMITERS Blansko, Hokejový klub) je český klub ledního hokeje, který sídlí ve městě Blansko v Jihomoravském kraji. Založen byl v roce 2010 poté, co dosavadní klub HC Blansko ukončil své působení v kategorii dospělých a v jeho rámci působí pouze mládežnické týmy. Nový blanenský klub se v prvním roce své působnosti mohl pyšnit nejmladším kádrem v soutěži. Od sezóny 2010/11 působí v Jihomoravské a Zlínské krajské lize, čtvrté české nejvyšší soutěži ledního hokeje. Klubové barvy jsou modrá, bílá a červená.
Do budoucna se předpokládá zapojení týmu i do výchovy mladých talentů a úzké spolupráci se stávajícím klubem HC Blansko. V současné době se někteří z hráčů této činnosti již věnují. Blanenský klub má i svůj B-tým, který hraje okresní přebor Blansko. Klub výrazně přispívá k rozvoji mediální idenity klubu, čímž činí sport přístupnější mladším ročníkům a zvyšuje jejich zájem o nižší hokejové soutěže.
Své domácí zápasy odehrává na zimním stadionu Blansko s kapacitou 1 800 diváků.

## Přehled ligové účasti
Stručný přehled
Zdroj:
- 2010– : Jihomoravská a Zlínská krajská liga (4. ligová úroveň v České republice)

Jednotlivé ročníky
Zdroj:
Legenda: ZČ - základní část, JMK - Jihomoravský kraj, červené podbarvení - sestup, zelené podbarvení - postup, fialové podbarvení - reorganizace, změna skupiny či soutěže
| Česko (2010 – ) |                                     |           |           |                                                              |           |
| Sezóny          | Soutěž                              | Úroveň    | ZČ        | Play-off, nadstavba, sk. o udržení...                        | Poznámky  |
| 2010/11         | Jihomoravská a Zlínská krajská liga | 4. úroveň | 10. místo | Čtvrtfinále (prohra 0:2 na zápasy s HHK Velké Meziříčí)      |           |
| 2011/12         | Jihomoravská a Zlínská krajská liga | 4. úroveň | 6. místo  | Semifinále (prohra 0:2 na zápasy s SK Minerva Boskovice)     |           |
| 2012/13         | Jihomoravská a Zlínská krajská liga | 4. úroveň | 10. místo | Ne                                                           |           |
| 2013/14         | Jihomoravská a Zlínská krajská liga | 4. úroveň | 8. místo  | Semifinále (prohra 0:2 na zápasy s HC Spartak Velká Bíteš)   |           |
| 2014/15         | Jihomoravská a Zlínská krajská liga | 4. úroveň | 2. místo  | Čtvrtfinále (prohra 1:2 na zápasy s HC Spartak Velká Bíteš)  |           |
| 2015/16         | Jihomoravská a Zlínská krajská liga | 4. úroveň | 7. místo  | Čtvrtfinále (prohra 0:2 na zápasy s SK Minerva Boskovice)    |           |
| 2016/17         | Jihomoravská a Zlínská krajská liga | 4. úroveň | 11. místo | Ne                                                           |           |
| 2017/18         | Jihomoravská a Zlínská krajská liga | 4. úroveň | 10. místo | Ne                                                           |           |
| 2018/19         | Jihomoravská a Zlínská krajská liga | 4. úroveň | 9. místo  | Ne                                                           |           |
| 2019/20         | Jihomoravská a Zlínská krajská liga | 4. úroveň | 11. místo | Ne                                                           |           |
| 2020/21         | Jihomoravská a Zlínská krajská liga | 4. úroveň | 7. místo  | Ne                                                           | Nedohráno |
| 2021/22         | Jihomoravská a Zlínská krajská liga | 4. úroveň | 8. místo  | Čtvrtfinále (prohra 0:2 na zápasy s SHKM Baník Hodonín)      |           |
| 2022/23         | Jihomoravská a Zlínská krajská liga | 4. úroveň | 6. místo  | Čtvrtfinále (prohra 0:2 na zápasy s HK Kroměříž)             |           |
| 2023/24         | Jihomoravská a Zlínská krajská liga | 4. úroveň | 4. místo  | Čtvrtfinále (prohra 0:2 na zápasy s HC Spartak Uherský Brod) |           |
| 2024/25         | Jihomoravská a Zlínská krajská liga | 4. úroveň | 5. místo  | Čtvrtfinále (prohra 1:2 na zápasy s HC Spartak Uherský Brod) |           |